# Circus (programma televisivo)
Circus è stato un programma televisivo italiano di genere talk show, andato in onda su Rai 1 dal 12 ottobre 1999 al 16 maggio 2000, condotto dal giornalista Michele Santoro. Inizialmente in onda con cadenza mensile, dal mese di gennaio è stato trasmesso invece come appuntamento settimanale, nella serata del martedì.

## Il programma
Il programma sancì il ritorno in RAI di Santoro dopo una parentesi di tre anni in Mediaset, dove condusse Moby Dick su Italia 1.
La trasmissione era di tipo itinerante, realizzata all'interno di un tendone da circo, e maggiormente votata all'approfondimento in luogo della provocazione, atteggiamento per il quale il giornalista era stato criticato in passato. La trasmissione era realizzata insieme ai collaboratori storici di Santoro, Sandro Ruotolo, Riccardo Iacona e Corrado Formigli, questa volta coadiuvati da due giornaliste provenienti dal TG3 su Rai 3, Giovanna Botteri e Paola Spinelli. All'interno del programma si esibiva anche un complesso musicale d'impronta balcanica, composto da cinque elementi diretto da Alfredo Lacosegliaz, autore delle musiche di molti spettacoli di Moni Ovadia.
Terminato il ciclo di puntate, Santoro passò a Raidue, introducendo le trasmissioni Il raggio verde e Sciuscià.